# Вирус болезни Ауески
Вирус болезни Ауески, или вирус герпеса свиней 1, или вирус псевдобешенства (англ. Suid alphaherpesvirus 1, ранее Suid herpesvirus 1) — вид вирусов рода Varicellovirus семейства герпесвирусов, являются возбудителем болезни Ауески, называемой ещё псевдобешенством. В 2016 году научное название вида было изменено (как и у всех герпесвирусов) для отображения подсемейства, к которому относится.
Вирус относится к пантропным, однако у него выражена склонность к нейротропизму и пневмотропизму. Культивируют его на тканях куриных эмбрионов или на культурах куриных фибробластов, клеток почек крольчат, свиней. В клетках больных животных образует специфические тельца-включения. Полученные от животных разных видов и из разных стран вирусы по своим биологическим и антигенным свойствам не отличаются друг от друга.
Хозяином вируса является домашняя свинья, в которой вирус персистирует переходя в латентное состояние, при определённых условиях вирус может активироваться.
Вирус достаточно устойчив во внешней среде и сохраняется в среднем до 60 дней, чему способствуют низкая температура и высокая влажность. К химическим веществам неустойчив.